# Наземный старт
«Наземный старт» — совместный проект России, Украины и США, предусматривающий использование стартового комплекса на космодроме «Байконур» для запусков модернизированных ракет-носителей «Зенит-2SLБ», «Зенит-3SLБ» и «Зенит-3SLБФ».
Для реализации проекта образовано совместное российско-украинское предприятие «Международные космические услуги».
С 2017 года оператором запусков является компания «S7 Space».

## История
Идея коммерческих запусков «Зенитов» с Байконура родилась в КБ «Южное» — тогда проект назывался «Старт из пустыни». Новым проектом предполагалось расширить рамки программы «Морской старт», однако руководство компании Sea Launch LLC никогда не разделяло этого мнения.
Тем не менее, в процессе реализации проекта «Морской старт», маркетинговые исследования, проведённые компанией Sea Launch, выявили, что значительное число запусков космических аппаратов массой до 4 т целесообразней осуществлять не с морской платформы, а с пусковой установки космодрома «Байконур», и 16 января 2004 года президент Sea Launch подписал Соглашение о принципах сотрудничества по «Наземному старту».
Проект «Наземный старт» предполагает максимальное использование заделов по комплексам «Зенит» и «Морской старт», и в ходе подготовки программы были проведены доработки ракеты-носителя «Зенит-2» и разгонного блока «ДМ-SL», а также стартовой площадки, заправочной станции и других объектов наземной инфраструктуры космодрома.

### Хронология основных событий
- 1995 год — обсуждение проекта коммерческих запусков ракет-носителей «Зенит» с тогдашним названием «Старт из пустыни» с компанией Sea Launch[5].

- 1999 год — основано совместное российско-украинское предприятие «Международные космические услуги»[2].

- 26 января 1999 года — подписано «Соглашение между Правительством Республики Казахстан, Правительством Российской Федерации и Правительством Соединенных Штатов Америки о мерах по охране технологий в связи с запусками Россией с космодрома Байконур космических аппаратов, в отношении которых имеются лицензии США» (ратифицировано Федеральным законом № 165-ФЗ от 29.12.2000 г.)[6].

- 2003 год — организовано финансирование начальных работ, проведена защита эскизного проекта. Выполненные работы показали, что «3eнит-3SLБ» может вывести на геопереходную орбиту полезный груз массой до 3600 кг и на геостационарную орбиту — до 1600 кг, также может быть использована для доставки полезных грузов к МКС.[7]

- 16 января 2004 года в Москве состоялось подписание Соглашения о принципах сотрудничества по проекту «Наземный старт» между компаниями Sea Launch и «Международные космические услуги»[8].

- 28 октября 2004 года состоялась встреча руководителя Роскосмоса и президента Уральской горно-металлургической компании, на которой был согласован механизм привлечения финансовых ресурсов для реализации проекта «Наземный старт» по модернизации космического ракетного комплекса «Зенит» для осуществления запусков космических аппаратов[9].

- 28 июля 2005 года компания Sea Launch подписала соглашение с корпорацией PanAmSat о первом коммерческом запуске по программе «Наземный старт». Соглашение предусматривало запуск спутника PAS-11 (Intelsat 11) ракетой-носителем «Зенит-3SLБ» с космодрома «Байконур» в конце второго квартала 2007 года.[10][11]

- 6 сентября 2005 года — компания Sea Launch подписала соглашение с корпорацией PanAmSat о втором коммерческом запуске. Соглашение предусматривало запуск спутника Horizons-2[12]. Из-за неготовности носителя запуск был перенесен на более поздний срок[13]. В итоге спутник выведен на орбиту ракетой «Ариан-5GS»[14].

- 17 февраля 2006 года — компании Международные космические услуги и Sea Launch сообщили о заключении контракта с компанией Israel Aircraft Industries о третьем коммерческом запуске по программе «Наземный старт». Контракт предусматривает запуск спутника «Амос-3» ракетой-носителем «Зенит-3SLБ» в четвёртом квартале 2007 года.[15]

- 8 декабря 2006 года — Красноярский машиностроительный завод изготовил первый лётный образец модернизированного разгонного блока ДМ-SLБ для проекта «Наземный старт».[16]

- 24 апреля 2008 года — первая попытка запуска «Амос-3» не удалась из-за сбоя, произошедшего в системах наземного оборудования[17].

- 28 апреля 2008 года в 09:00 по московскому времени осуществлён первый запуск по проекту «Наземный старт» израильского космического аппарата AMOS-3[17].

- 1 сентября 2013 был запущен спутник Amos-4.

- 26 декабря 2017 года после длительного периода простоя с площадки Наземный старт (со стартового комплекса «Зенит-СМ» площадки № 45 космодрома Байконур) при участии оператора запуска «S7 Space» был запущен спутник Ангосат.[18] Ракета «Зенит-3SLБФ», использовавшаяся для этого запуска, была изготовлена до 2014 года и пролежала на «Байконуре» около 3-х лет.[19][20]

## Пуски ракет-носителей
Таблица пусков ракет-носителей по программе «Наземный старт»:
| № пуска | Дата пуска      | Космический аппарат | Масса   | Результат пуска |
| ------- | --------------- | ------------------- | ------- | --------------- |
| 1       | 28 апреля 2008  | AMOS-3              | 1,27 т  | Успешный        |
| 2       | 26 февраля 2009 | Telstar 11N         | 4 т     | Успешный        |
| 3       | 22 июня 2009    | MEASAT-3a           | 2,366 т | Успешный        |
| 4       | 1 декабря 2009  | Intelsat 15         | 2,550 т | Успешный        |
| 5       | 6 октября 2011  | Intelsat 18         | 3,200 т | Успешный        |
| 6       | 1 сентября 2013 | Amos-4              | 4,260 т | Успешный        |
| 7       | 26 декабря 2017 | Ангосат             | 1,647 т | Успешный        |